# Cestice
Cestice (maďarsky Szeszta) jsou obec na Slovensku v okrese Košice-okolí.

## Místopis
Obec se nachází v jižní části okresu Košice-okolí. Je vzdálena asi 9 kilometrů od státní hranice s Maďarskem. Nejbližšími obcemi jsou Čečejovce, které leží 3 kilometry západněji. a Komárovce, které se nacházejí 2 kilometry jihovýchodně.

## Historie
Cestice jsou poprvé zmíněny v roce 1317 jako villa Zozta. Název obce se v průběhu historie dále vyvíjel – v roce 1402 je obec uvedena jako Shesta, v 1773 jako Szeszta, Czesticze, v 1786 jako Seszta, Cschesztice av roce 1808 pod názvy Szeszta, Ceztice, Sestice. V soupisu obcí z roku 1863 se název obce uvádí ve tvaru Szeseka a od roku 1873 se používal už jen maďarský název Szeszta, který zůstal v platnosti až do rozpadu monarchie.
V uherském geografickém lexikonu z roku 1851 je obec uvedena jako maďarsko-ruská (rusínská) s 849 obyvateli. Statistika z roku 1910 vykazovala v Cesticích 639 obyvatel převážně maďarské národnosti.
Po první světové válce připadla obec na základě Trianonské mírové smlouvy Československé republice. V meziválečném období se používal starší slovenský název z přelomu 18. a 19. století, který byl upraven podle platných pravopisných norem na Cestice. V listopadu 1938 po Vídeňské arbitráži připadla obec Maďarsku, ale po druhé světové válce se Cestice vrátily zpět do teritoria Československa.

## Obyvatelstvo
V roce 2001 žilo v Cesticích 824 obyvatel, z toho bylo 411 Slováků (51,63 %), 376 Maďarů (47,24 %), 2 Češi (0,25 %) a 7 obyvatel s nezjištěnou, resp. jinou národností (0,88 %).

## Kultura a zajímavosti

### Památky
- Římskokatolický kostel sv. Jana Nepomuckého, jednoduchá jednolodní stavba s pravoúhlým ukončením presbytáře a předsunutou věží z 13. století. V roce 1738 a v druhé polovině 18. století byl barokně upravován.[8] Fasáda kostela je hladká a členěná opěrnými pilíři. Okna jsou půlkruhově ukončena. Věž má střechu ve tvaru jehlanu.

- Řeckokatolický kostel Ochrany Přesvaté Bohorodičky, jednolodní klasicistní stavba s půlkruhovým ukončením presbytáře a věží tvořící součást stavby ze začátku 19. století. Úpravami prošel v roce 1877. Interiér je zaklenut valenou a pruskou klenbou, svatyně konchou. Průčelí je členěno pilastry, lizénami a obloučkovým vlysem. Věž je ukončena střechou se zvonem.[9]

- Kostel reformované církve, jednolodní pozdněklasicistní stavba s polygonálním ukončením presbytáře a předsunutou věží z let 1850–1867. Interiér je zaklenut zrcadlovou klenbou, v jejímž středu je štukový kalich v oblacích. Nacházejí se zde dvě protilehlé dřevěné empory a zděná kazatelna z roku 1867 se secesní rezonanční stříškou.[10] Fasáda kostela je členěna opěrnými pilíři a lizénami, okna jsou půlkruhově ukončena. Věž je členěna lizénovým rámováním a obloučkovým vlysem v prostoru pod korunní římsou a ukončena je střechou ve tvaru jehlanu.

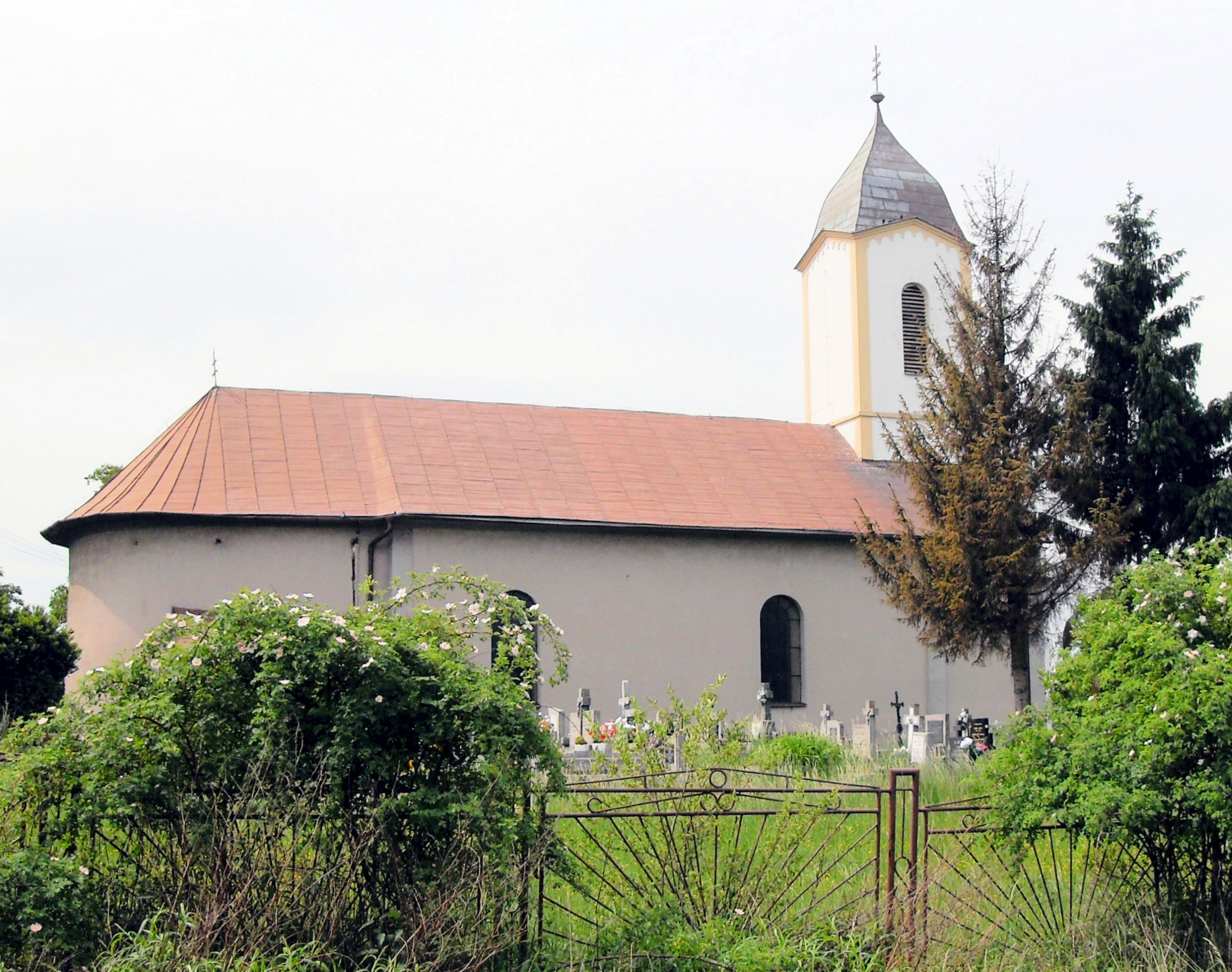
Kostel Ochrany Přesvaté Bohorodičky
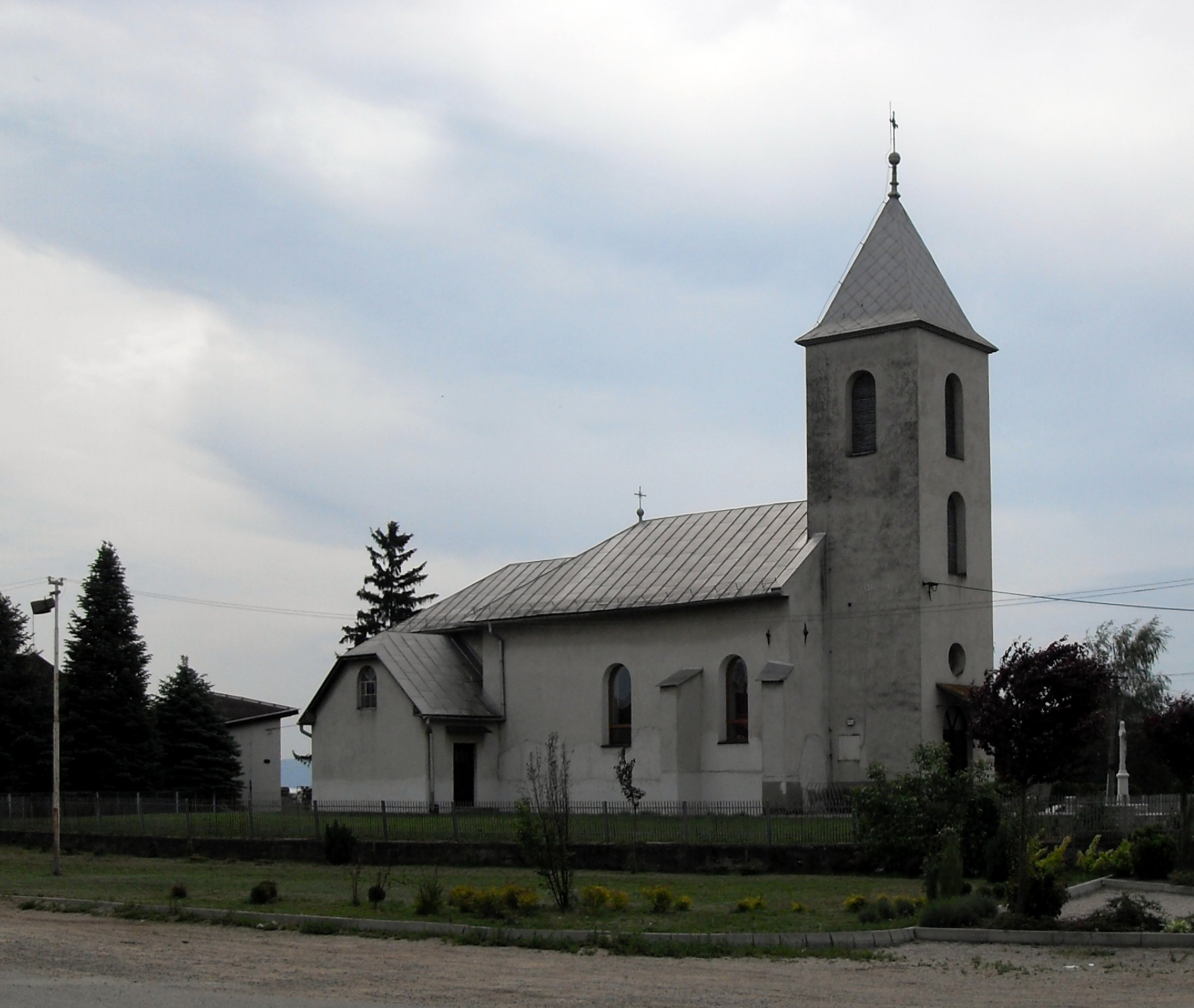
Kostel sv. Jana Nepomuckého